# Bactra alexandri
Bactra alexandri es una especie de polilla del género Bactra, categorizada en la tribu Olethreutini, de la subfamilia Olethreutinae.

## Distribución
Se distribuye por Rusia.

## Taxonomía
Fue descrita por Diakonoff en 1962 y publicada en (Bactra), Zool. Verh. Leiden 59: 39.